# Christoph Tietze
Pour les articles homonymes, voir Tietze.
Christoph Tietze est un poète luthérien allemand né le 24 mai 1641, en Silésie, à Wilkau, aujourd'hui Wilków près de Cracovie, et décédé le 21 février 1703 à Hersbruck, en Bavière.

## Biographie
Son père, de même nom, était pasteur à Wilkau. Il entre au collège Sainte Marie Madeleine de Breslau, aujourd'hui Cracovie, en 1654 puis au lycée Saint Gilles de Nuremberg en 1660. C'est ensuite l'université d'Altdorf qui le reçoit comme étudiant en théologie en 1662 et Christoph Tietze termine ses études en 1664 à l'université d'Iéna. Le 24 août 1666, il a été ordonné pasteur de Laubenzedel, près de Gunzenhausen puis assure la même charge à partir de 1671 à Henfenfeld, près de Nuremberg. En 1685, il est nommé diacre à Hersbruck, toujours dans la région de Nuremberg, puis archidiacre en juin 1701 et enfin pasteur et inspecteur des écoles en novembre de la même année.
Johann Sebastian Bach utilisa un de ses textes pour le choral final de sa cantate BWV 179.